# CRAFT (スポーツ用品)
CRAFT（クラフト）は、スウェーデンのスポーツウェアおよびランニングシューズブランド。
1977年に創設され、ベースレイヤーの開発で知られる。現在はランニング、サイクリング、クロスカントリースキーなど、北欧の自然環境に適応した高性能なウェアおよびシューズを提供している。

## 日本での展開
日本国内ではエスキュービズムが正規輸入販売総代理店を務めている。2025年2月には、スーパーレーシングシューズ「Kype Rro」、カーボンプレートを搭載したSub3～3.5ランナー向けモデル「Nordlite Speed」、およびオールラウンドモデル「Pacer」などのランニングシューズがECサイトを通じて日本国内で販売開始された。

## 歴史
- 1977年：スウェーデン・ボロースで「Craft of Sweden」として創設。創業者はアンダシュ・ベングトソン。スウェーデン軍との共同開発を通じて、独自のベースレイヤー（肌着）を開発した。
- 1982年：アルペンスキー選手のインゲマル・ステンマルクが、世界選手権で金メダルを獲得。CRAFTのロゴ入りジャケットを着用していた[2]。
- 1996年：トルステン・ヤンソン（Torsten Jansson）率いるNew Wave GroupがCRAFTを買収し、同社はグループの一部門として再編された[3]。
- 2008年：サイクリングウェアの開発を強化。
- 2010年：バンクーバーオリンピックに向けてスウェーデン代表チームと共同でクロスカントリースキー用スーツを開発[4]。
- 2010年：自転車ロードレースチームのチーム・サクソバンクと共同開発した「Elite Attack」シリーズを発表[5]。
- 2014年：ソチオリンピックにて、軽量の「Podium Suit（ポディウム・スーツ）」を発表[6]。
- 2018年：平昌オリンピック向けにスウェーデンおよびアメリカのクロスカントリースキーチームと提携し、「Stratum」レーシングスーツを開発[7]。
- 2018年：イタリアのVibram（ビブラム）社と提携し、ランニングシューズ市場に参入[8]。
- 2021年：CTM（Craft Tailored Motion）プラットフォームを採用し、マラソンランナーのトミー・リブズ（Tommy Rivs Puzey）とのコラボモデルを発表。
- 2024年：イタリアのタイヤメーカー・Vittoria社と共同で、サイクリング技術を応用したランニングシューズ用アウトソールを開発[9]。